# التحيز ضد مدمني المخدرات
التحيّز ضد مدمني المخدرات هو شكل من أشكال التحيّز ضد الأفراد الذين يعانون من إدمان المخدرات. يُصوَّر مدمني المخدرات على أنهم مجموعة معينة يملكون العديد من السمات غير المرغوبة التي تجعل ردة فعل الأفراد الآخرين اتجاه المدمنين تعبّر عن خوفهم منهم ونبذهم لهم.
غالباً ما يوصف مدمني المخدرات كبشر غير قادرين على البقاء خاليين من المخدرات وغالباً ما يُحكى عنهم باستخدام مصطلحات مهينة. غالبًا ما يكون السبب في عدم مساعدة المرضى في الحصول على العلاجات المطلوبة هو المصطلحات المستخدمة لوصفهم.
إن إطلاق الألقاب ووصمة العار التي يوصمون بها تجعلهم يشعرون بالخجل بسبب مرضٍ يسيطر عليهم جسديًا ونفسيًا. يعتبر التحيّز ضد متعاطي المخدرات شائعًا جدًا في مكان العمل وأكثر الأمثلة شيوعًا تبرهن حدوثه عندما يقوم أرباب العمل بطلب الموظّف بالقيام بفحص المخدرات من أجل معرفة ما إذا كان الموظّف سيتخطاه بنتيجة سلبية. 
ومع ذلك، وفقًا لقانون إعادة التأهيل لعام 1973 الذي ينص على أنه من المفترض أن يضمن أصحاب العمل حصول مدمني الكحول والمخدرات على المساعدة التي يحتاجون إليها. غالباً ما يؤدي عدم توفر فرص العمل بالإضافة إلى عدم توفّر العلاج لمدمني المخدرات إلى اللإنتكاسات أو السجن.

## معلومات أساسية
إن التحيّز ضد متعاطي المخدرات هو طريقة غير متكافئة لعلاج المشكلة التي يعاني منها الناس بسبب العقاقير التي يتعاطونها. قد يواجه الأشخاص الذين يتعاطون المخدرات غير المشروعة التحيّز ضدهم في فرص التوظيف والرعاية الاجتماعية والسكن وحضانة الأطفال والسفر بالإضافة إلى السجن وفي بعض الحالات العمل القسري والتعذيب.
على الرغم من أن النمطية الغير حيادية غالباً ما تكون مضللةً بشكلٍ منحرف كأنواع من الانحرافات والأساليب غير الملائمة إلا أن معظم متعاطي المخدّرات هم أعضاء منتجين في المجتمع. قد تكون دوافع المخدرات جزئياً ناتجة عن العنصرية وغيرها من الأحكام المسبقة ضد الأقليات.
كان التمييز أو التحيّز بسبب الاستخدام غير المشروع للمخدرات هو النوع الأكثر شيوعًا للتمييز بين السود واللاتينيين حسب دراسة أجريت في عام 2003 على متعاطي المخدرات من الأقليات في مدينة نيويورك حيث يُعتبر هذا بنسبة ضعف إلى ثلاثة أضعاف بسبب العرق. إن الأشخاص الذين يستخدمون المخدرات القانونية مثل التبغ والأدوية الموصوفة قد يواجهون هذا التمييز أيضًا.
تؤكد أفكار الملكية الذاتية والحرية المعرفية على حقوق استخدام الأدوية سواء لأغراض طبية ترويحية أو لتحقيق داخلي. إن أولئك الذين يتبنون هذه الأفكار يتساءلون عن شرعية حظر المخدرات ويستشهدون بالحقوق والحريات المنصوص عليها في وثائق مثل إعلان الاستقلال والدستور الأمريكي ووثيقة الحقوق والاتفاقية الأوروبية لحقوق الإنسان والإعلان العالمي لحقوق الإنسان كحماية خيارات الأدوية الشخصية. 
ينتقد تقريرٌ صادر عن اللجنة العالمية المعنية بسياسة الأدوية المخدرة الحرب العالمية على المخدرات تحت عنوان «تقويض حقوق الإنسان وتعزيز التحيّز» حيث يقول فيه:
غالباً ما يختار متعاطو المخدرات نظام السجن لأن وجودهم في العالم الحقيقي يعرضهم للأشياء ذاتها التي تجعلهم يعودون إلى المخدرات. يختار العديد من متعاطي المخدرات السجن حتى يتمكنوا من استخدام برنامج محاكم المخدرات. بدأ أول برنامج لمحكمة المخدرات في عام 1989 في ولاية فلوريدا وكان الغرض منه هو تفعيل سلطة المحكمة لتقليل معدل جرائم المخدرات من خلال توفير إعادة التأهيل للمدمنين.  

## أنماط تحفيزية
يمكن للأدوية (خاصة المواد الأفيونية والمنشطات) تغيير أنماط التحفيز لشخصٍ ما، وتؤدي هذه الأدوية إلى الانهيار وتدهور الشخصية. إن اقتناء الأدوية في بعض الأحيان ينطوي على أنشطة السوق السوداء ويؤدي إلى تدخّل الدائرة الاجتماعية الجنائية.

## عدم وجود معلومات موضوعية عن المخدرات
هناك دورٌ هام يُلعب في عملية التمييز من خلال نقص المعلومات الموضوعية حول إدمان المخدرات ومدمني المخدرات الناجمة عن الحواجز التشريعية أمام البحث العلمي ونقل مثل هذه المعلومات عن طريق الدعاية بمختلف أنواعها.
لا يفهم الناس كيف يمكن للفرد أن يصبح مدمنًا بسبب نقص المعلومات حول إدمان المخدرات ومدمني المخدرات. صُنّف إدمان المخدرات على أنه فئة فرعية من الأمراض العقلية ويشار إليها باسم الاضطرابات المتزامنة مما يعني أنه إذا كان الشخص يتعامل مع إدمانٍ ما فإنه يتصارع مع مرضٍ عقلي.
إن معظم الأفراد الذين يعانون من الإدمان على المخدرات تكون نسبة إصابتهم بمرضٍ عقلي مضاعفة، ووفقاً لإدارة خدمات إساءة استعمال العقاقير فإن حوالي 8.9 مليون بالغ يعانون من إدمان ومن اضطراباتٍ نفسية. عند التعامل مع أي مرض عقلي أو إدمان للمخدرات، فإن بعض الأعراض التي يعاني منها الناس غير قادرة على التحكم في نبضاتهم وتقلبات المزاج.
عندما يقع الفرد ضحية لإدمان المخدرات، فإنه سيخضع لمراحل الإدمان الخمسة التي هي الاستخدام الأول، الاستخدام المستمر، التحمّل أو التسامح، الاعتماد والإدمان. إن مرحلة الاستخدام الأولى هي المرحلة التي يقوم فيها الأفراد بتجربة المخدرات والكحول. هذه هي المرحلة التي يبدأ فيها الأفراد في تعاطي المخدرات بسبب الفضول والمشكلات العاطفية. يكتشف هؤلاء الأشخاص كيف سيجعلهم هذا الدواء يشعرون.
```
في مرحلة الاستخدام المستمر، يكتشف الأفراد كيف يشعرهم هذا الدواء ومن المرجح أن يلاحظوا أنهم لا يصلون إلى مرحلة النشوة بالسرعة التي يتعاطون بها. في مرحلة التسامح، يختلط الدماغ والجسم مع الدواء ويستغرق وقتًا أطول للحصول على النشوة التي يسعى لها الفرد. 
```

يصل التحمّل بعد فترة من الاستخدام المستمر للعقار ويعتبر واحدًا من علامات التحذير الأولى من الإدمان. في مرحلة الاعتماد، يصبح الدماغ معتادًا على الدواء ولا يعمل بشكلٍ جيد بدونه. يصبح المدمنون جسديًا مرضى في حال عدم استخدام هم لهذه العقاقير وسوف يبدأون في تطوير أعراض الانسحاب.
يُعتبر هذا الشيء علامة تدل على أن الإدمان يبدأ في السيطرة على الفرد. في مرحلة الإدمان، يجد الأفراد أنه من المستحيل التوقف عن تعاطي المخدرات حتى لو لم يتمتعوا بها أو إذا كان سلوكهم قد تسبب في مشاكل في حياتهم.
مع تزايد عدد البالغين الذين يعانون من الإدمان، فإن عدد قليل منهم فقط سيحصلون على العلاج بسبب تعقيد أنظمة الرعاية الصحية. لا تملك معظم أنظمة الرعاية الصحية تغطية تأمينية معالجة الإدمان ولا يحصل العديد من مقدمي الرعاية الصحية على التدريب اللازم لعلاج الإدمان. لا يشعر بعض الأطباء بالراحة في علاج الإدمان بسبب افتقارهم إلى المعرفة والتدريب في هذا الموضوع. هذا هو أحد الأسباب التي تزيد من صعوبة إمكانية المعالجة.

## المخدرات وعدوى فيروس نقص المناعة البشرية
يكون معدل الإصابة بفيروس نقص المناعة البشرية أعلى منه بين متعاطي المخدرات بالحقن بشكلٍ أكبر من مدمني المخدرات الآخرين غير أن التدابير العقابية والتمييزية ضد مدمني المخدرات لا تستطيع القضاء على انتشار إدمان المخدرات أو فيروس نقص المناعة البشرية.

## التأثير العالمي

### أفريقيا
يوجد في إفريقيا ما يقدر بنحو 28 مليون مستخدم للمادة ويتأثر هذا العدد بزيادة توافر الأدوية التي تعتمد على الحقن مثل الهيروين والكوكايين والميثامفيتامين. غالباً ما تكون العوامل الاجتماعية الديموغرافية محددات أولية للحالة الصحية لمستخدمي المخدرات.
تساهم هذه العوامل في سلوكيات تعاطي المخدرات الفردية مثل تبادل الإبر واستجداء الجنس مقابل حماية الشرطة أو المزيد من المخدرات. الحالة التغذوية ودعم الأسرة وصمة العار أو التمييز والالتزام بالأدوية والشفاء من الإدمان تتأثر أيضًا بهذه العوامل الاجتماعية الديموغرافية. تشير الأبحاث إلى أن غالبية متعاطي المخدرات ينتقلون من استخدام مواد ليست بحاجة الحقن إلى مواد قابلة حقن أو يستخدمونها في آنٍ واحد.

### كينيا
يوجد في كينيا صلة بين التحيّز المتصل باستخدام الحقن والصحة العقلية والصحة البدنية ونوعية الحياة لأولئك الذين يتعاطون المخدرات بالحقن. ترتبط معدلات التحيّز بارتفاع مستويات الضغوط النفسية والسلوكيات المحفوفة بالمخاطر. تمثل النساء في كينيا واحد من عشرة من متعاطي المخدرات.
يميل هؤلاء النساء إلى تجربة التمييز المنتظم الذي يواجهه متعاطو المخدرات بالإضافة إلى التمييز المرتبط بنوع الجنس. غالباً ما تكون مستويات التحيّز أعلى بالنسبة المصابين بالفيروس نقص المناعة المكتسب أيضاً.